# QuickDraw
QuickDraw era uma biblioteca gráfica e Interface de programação de aplicações (API) que eram parte principal do Mac OS Clássico. Foi inicialmente escrita por Bill Atkinson e Andy Hertzfeld. QuickDraw ainda existe como parte das bibliotecas do Mac OS X, mas foi suplantada pelo sistema gráfico mais moderno Quartz. No Mac OS X Tiger, QuickDraw foi oficialmente deprecado (tornado obsoleto). No MacOS X Leopard aplicações usando QuickDraw não podem fazer uso do suporte a 64-bits adicionado. No OS X Mountain Lion, os cabeçalhos dos QuickDraw foram removidos do sistema operacional. Aplicações usando QuickDraw ainda rodam no OS X Mountain Lion até o macOS High Sierra, porém, a versão atual do Xcode e o SDK do macOS não contem os arquivos de cabeçalho para compilar esses programas.